# تارکوو
تارکوو (به لهستانی:  Tarków) یک روستا در لهستان است که در گمینا پژسمکی واقع شده‌است.